# Telecommunicatie in Suriname
Telecommunicatie in Suriname verwijst naar communicatie via radio, televisie, telefonie en internet.

## Radio en televisie

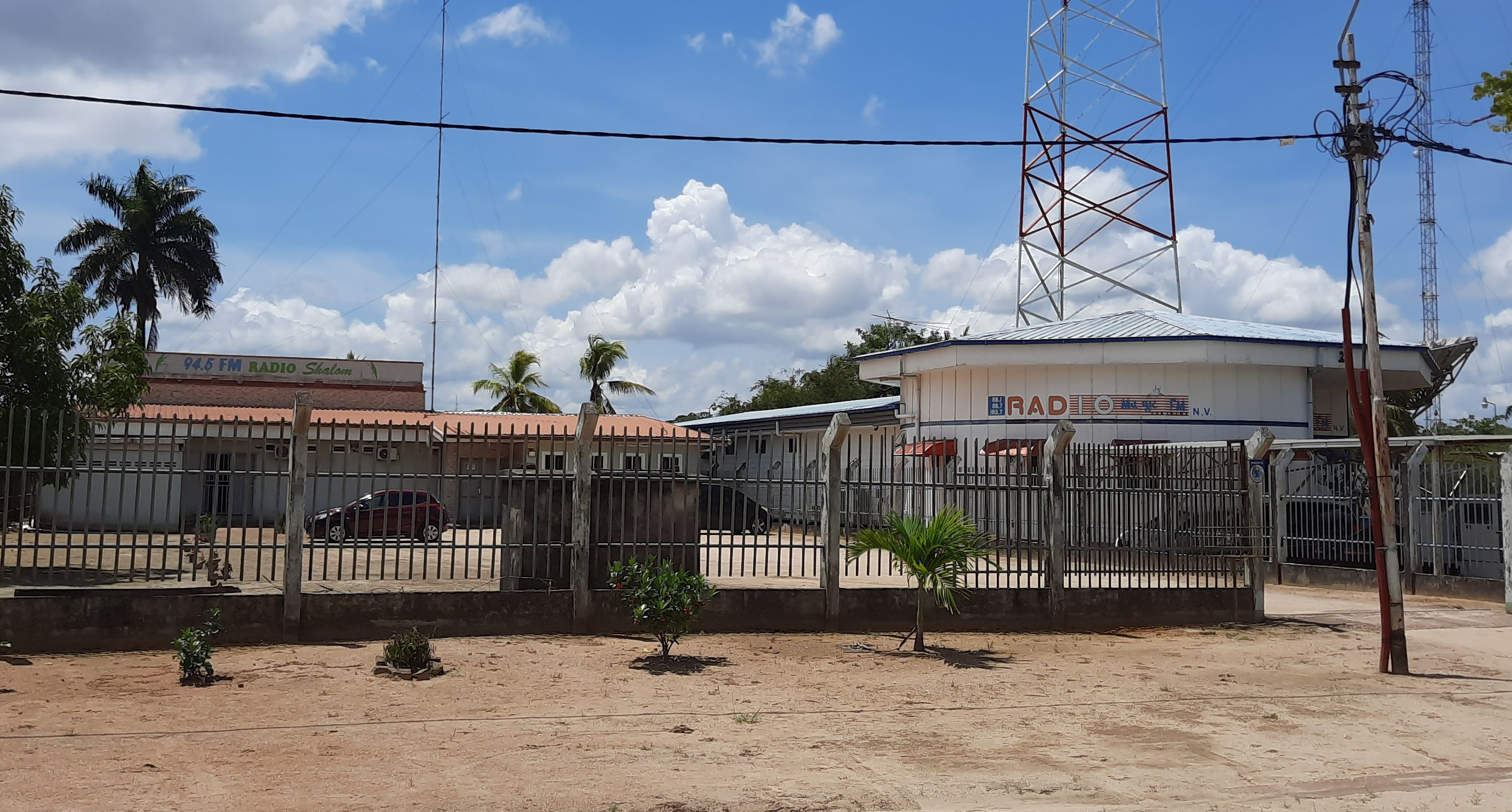
Radio Shalom en Radio 10 in Paramaribo

Het bereik voor radio en televisie is niet voor geheel Suriname dekkend. Als er in het binnenland uitzendingen zijn, dan zijn die beperkt tot enkele omroepen.
De Surinaamse overheid is eigenaar van de mediabedrijven Surinaamse Televisie Stichting (STVS), Stichting Radio-omroep Suriname (SRS) en Radio Boskopu, en via het staatseigendom van Telesur van Algemene Televisie Verzorging (ATV). Verder zijn er uitzendingen van de spreekbuis van de regering, de Communicatie Dienst Suriname (CDS).
Onafhankelijke commerciële bedrijven zijn verenigd in de Vereniging Radio- & Televisiebedrijven Suriname. Voorbeelden van bedrijven zijn ABC Suriname, Apintie, Radika, Ramasha, Rapar, SCCN (Rudisa), SCTV, Trishul, Shalom, Radio 10, Radio Koyeba en Radio Tareno.

## Telefonie en internet
Het telefoonverkeer in en rond Paramaribo dateert uit 1888. Het duurde nog tot de jaren 1960 tot de hele kuststreek (district) per telefoon bereikbaar was. Telefoonverkeer vanuit het binnenland verliep in de decennia erna via zendmasten. Dat contact verliep echter niet probleemloos: de verbinding was vaak slecht en viel soms weg.
De telefoonmarkt werd in 2007 geliberaliseerd, waardoor de toegang van concurrentie mogelijk werd. De toezicht is in handen van de Telecommunicatie Autoriteit Suriname. De telefoonaanbieder Telesur is eigendom van de Surinaamse overheid. Een andere grote aanbieder is Digicel. Sinds 2019 rolt Telesur een 5G-netwerk uit, waarbij het begin gemaakt is in Paramaribo. In gebieden in het binnenland met relatief hoge inwoneraantallen zijn zendmasten geplaatst van Telesur.
De infrastructuur voor vaste telefonie is redelijk betrouwbaar in de kustregio en matig tot niet aanwezig in het binnenland. De teledensiteit (aantal telefoonnummers per honderd inwoners) en de penetratiegraad voor breedband is lichtelijk lager dan het gemiddelde van Latijns-Amerika en de Caraïben. Het gebruik van mobiele communicatie ligt niet alleen boven het gemiddelde maar ook hoger dan de verwachting voor een land met een relatief laag bruto binnenlands product (BBP) per hoofd van de bevolking (stand 2021).
Suriname is met andere landen verbonden via satellietverbindingen, evenals het Suriname-Guyana Submarine Cable System en de Deep Blue One. Het achtervoegsel van domeinnamen op het internet is .sr.

### Telefoonnummers
De telefoonnummers worden beheerd door de Surinaamse overheid. De verantwoordelijkheid lag van 1991 tot 2017 bij het ministerie van Transport, Communicatie en Toerisme en sindsdien bij het ministerie van Openbare Werken, Transport en Communicatie. De internationale toegangscode is +597. Het nummerplan stamt uit 2008.